# ایستگاه مارینه درایو
ایستگاه مارینه درایو (انگلیسی: Marine Drive station) یک ایستگاه مرتفع در خط کانادا مترو ونکوور اسکای‌ترین (ونکوور) سیستم حمل و نقل سریع مترو است. این ایستگاه در تقاطع خیابان کامبی و SW Marine Drive در ونکوور، بریتیش کلمبیا واقع شده‌است.